# Alejandro González Iñárritu
Alejandro González Iñárritu (Ciudad de México, 15 de agosto de 1963) es un cineasta, guionista, productor, locutor y compositor mexicano, ganador de cuatro Premios Óscar. 
Su película debut, Amores perros, se estrenó en el Festival de Cine de Cannes y ganó el Gran Premio de la Semana de la Crítica y fue nominada a un Premio de la Academia a la mejor película de habla no inglesa en el 2000. Su siguiente y primera película estadounidense, 21 gramos, se presentó en competencia oficial en el 60.º Festival Internacional de Cine de Venecia, donde Sean Penn ganó el premio de Mejor Actor. Fue nominada para dos Premios de la Academia para las categorías de actriz principal para Naomi Watts y actor de reparto para Benicio del Toro. En 2006, Babel se presentó en competencia oficial de la 59.ª edición del Festival Internacional de Cine de Cannes, donde Iñárritu ganó el Premio a mejor director. Ese mismo año, Babel ganó el Globo de Oro a la mejor película dramática, fue nominado para el Premios del Sindicato de Directores de Estados Unidos (DGA) por mejor dirección, y fue nominado a siete Premios de la Academia, incluidos dos para Iñárritu por mejor película y mejor director. La cuarta película de Iñárritu, Biutiful, recibió el premio al mejor actor en el Festival de Cine de Cannes por la actuación de Javier Bardem. Además, la película fue nominada para un Premio de la Academia a la mejor película de habla no inglesa, y Javier Bardem fue nominado a mejor actor. En 2014, ganó tres Premios de la Academia: mejor película, mejor director y mejor guion original para Birdman o (la inesperada virtud de la ignorancia). Al año siguiente, ganó un segundo Premio de la Academia a mejor director por El renacido (2015), lo que lo convirtió en el tercer director en ganar dos Premios Óscar de manera consecutiva, y el primero desde 1950. El renacido también ganó un Premio del Sindicato de Directores de Estados Unidos (DGA) para Iñárritu, con lo que hizo historia como la primera persona en ganar dos de manera consecutiva. Además, recibió un Óscar de logros especiales, por su instalación de realidad virtual Carne y arena en el 2017, la primera vez que se le otorga desde 1995. Carne y arena también se convirtió en la primera instalación de realidad virtual presentada en el Festival de Cine de Cannes en el 2017, y se exhibió en la Fondazione Prada en Milán, LACMA en Los Ángeles, Tlatelolco en la Ciudad de México y en Washington D. C. en una iglesia convertida en el sector noreste de la ciudad.
González Iñárritu es el primer cineasta latinoamericano en convertirse en presidente del jurado del 72.º Festival de Cine de Cannes en 2019, mismo año en el que recibió el doctorado honoris causa de la Universidad Nacional Autónoma de México (UNAM).

Entrevistado por El País Semanal en 2022, declaró:
Vivo ciclos, y cuando algo ya no me excita me salgo (...) Lo bueno del cine es que es una creación de altísimo riesgo, no hay recetas, y eso siempre me entusiasma.

## Biografía

### Primeros años
Alejandro González Iñárritu nació el 15 de agosto de 1963 en la Ciudad de México, hijo de Luz María Iñárritu y Héctor González Gama que, tras arruinarse como banquero se recicló en el comercio de la fruta.  Cruzando el Atlántico y laborando en un barco carguero, primero a los 17 y después a los 19 años, González Iñárritu trabajó en Europa y África en dos diferentes periodos de su vida. Su primer viaje a Europa lo realizó en 1980, tras haberse fugado de casa con una mujer mayor que él. Entonces conoció Estados Unidos, Barcelona y Sicilia. El siguiente viaje a Europa, en 1982 y junto a su amigo Jaime San Bernardi, lo realizó en un barco carguero para costearse el viaje. Trabajó en la vendimia en La Torre de Esteban Hambrán, un pueblo toledano, agachándose hasta 700 veces al día y moliéndose los riñones. Estuvo durante 6 meses en España, y atribuye a estas experiencias la mayor influencia en su trabajo. Finalmente, sus películas han sido ubicadas en los lugares por donde viajó. Es apodado "El Negro" en homenaje al futbolista chileno Roberto "Negro" Hodge, ídolo del Club América (equipo del que González Iñárritu es seguidor).

### WFM y Canal 5
Después de sus viajes, el cineasta regresó a la Ciudad de México e ingresó a la Universidad Iberoamericana para estudiar Comunicación. En 1985, González Iñárritu empezó su carrera en la estación mexicana de radio WFM y dos años más tarde dejó a un lado la carrera de comunicación para dedicarse de lleno a la práctica. En 1987, llegó a ser el director de esta estación de rock y música eléctrica, y la convirtió en la más escuchada del DF. A lo largo de los siguientes cinco años, el cineasta entrevistó a estrellas mundiales de rock como Robert Plant, David Gilmour, Elton John, Bob Geldof y Carlos Santana además de transmitir conciertos de rock en vivo vía satélite. Por cinco años consecutivos, WFM se convirtió en la estación número uno de la Ciudad de México. De 1987 a 1989, compuso la música para seis películas mexicanas. González Iñárritu considera que la música ha tenido más influencia en él de lo que han tenido las películas.
En 1993, siguiendo la línea de sus trabajos realizados en WFM, realizó promocionales para Canal 5 utilizando diferentes estéticas y temáticas.

### Z Films
En los años noventa, creó Z Films con Raúl Olvera en México con la finalidad de empezar a escribir, producir y dirigir películas, cortos, audiovisuales, anuncios y programas de televisión. Con Z Films, González Iñárritu empezó a escribir, producir y dirigir cortometrajes y anuncios. Durante su exploración en televisión, González Iñárritu estudió dirección de teatro durante tres años con el prestigioso dramaturgo y director de teatro polaco Ludwik Margules y con Judith Weston en Los Ángeles.
En 1995, González Iñárritu escribió y dirigió su primer piloto de televisión, Detrás del dinero, protagonizado por Miguel Bosé. Z Films se convirtió en una de las mayores compañías de producción y más relevantes de México. Apoyó y fomentó el lanzamiento de siete jóvenes directores en el campo de la publicidad y el cine.

### Amores perros
En 1999 el cineasta dirigió su primer largometraje Amores perros, escrita por Guillermo Arriaga. Amores Perros exploró la sociedad mexicana de la capital con la perspectiva de tres historias que se entrelazan. En 2000, Amores perros se estrenó en el Festival de Cannes y ganó el gran premio de la semana de la crítica. También fue la película que presentó al público a Gael García Bernal, quien aparecería más tarde en Babel y Rudo y Cursi, cinta producida por Iñárritu. Amores perros fue ese año la película más premiada en los festivales de cine y fue nominada al Óscar como Mejor Película Extranjera. Esta película tuvo una impresionante acogida en países europeos de la antigua cortina de hierro, como en Polonia, Checoslovaquia, Hungría, Rumania, Bulgaria, en donde se veía al público haciendo largas filas para entrar a los cines de esos países.

### 21 Gramos
Después del éxito de Amores perros, González Iñárritu y Arriaga retoman la estructura de historias cruzadas de Amores Perros en el segundo filme de Iñárritu, 21 gramos (2003), escrita de nuevo por Guillermo Arriaga. 21 gramos fue protagonizada por Sean Penn, Benicio del Toro y Naomi Watts. La película fue seleccionada para competir por el León de Oro en el Festival de Venecia, y Sean Penn ganó la Copa Volpi para el mejor actor. Benicio Del Toro recibió una nominación al Óscar como Mejor Actor de reparto y Naomi Watts fue nominada como Mejor Actriz.

### Babel
En 2006, González Iñárritu lanzó su tercera película, Babel, la última de su "trilogía de la muerte" (cintas que poseen temática similar e historias conectadas y no lineales), escrita nuevamente por Guillermo Arraiga. Situada en 3 continentes, 4 países, y en 4 idiomas diferentes, Babel consiste en cuatro historias situadas en Marruecos, México, Estados Unidos, y Japón. La película tuvo como protagonistas a las estrellas Brad Pitt, Cate Blanchett y Gael García Bernal, pero también presentó un elenco de nuevos actores como Adriana Barraza, Rinko Kikuchi y trabajó también con una gran cantidad de no actores en las historias de Marruecos y Japón. La película compitió en el Festival de Cannes 2006 dónde González Iñárritu ganó el premio al Mejor Director (Prix de La Mise en Scene), convirtiéndose en el primer director nacido en México en ganar dicho reconocimiento.

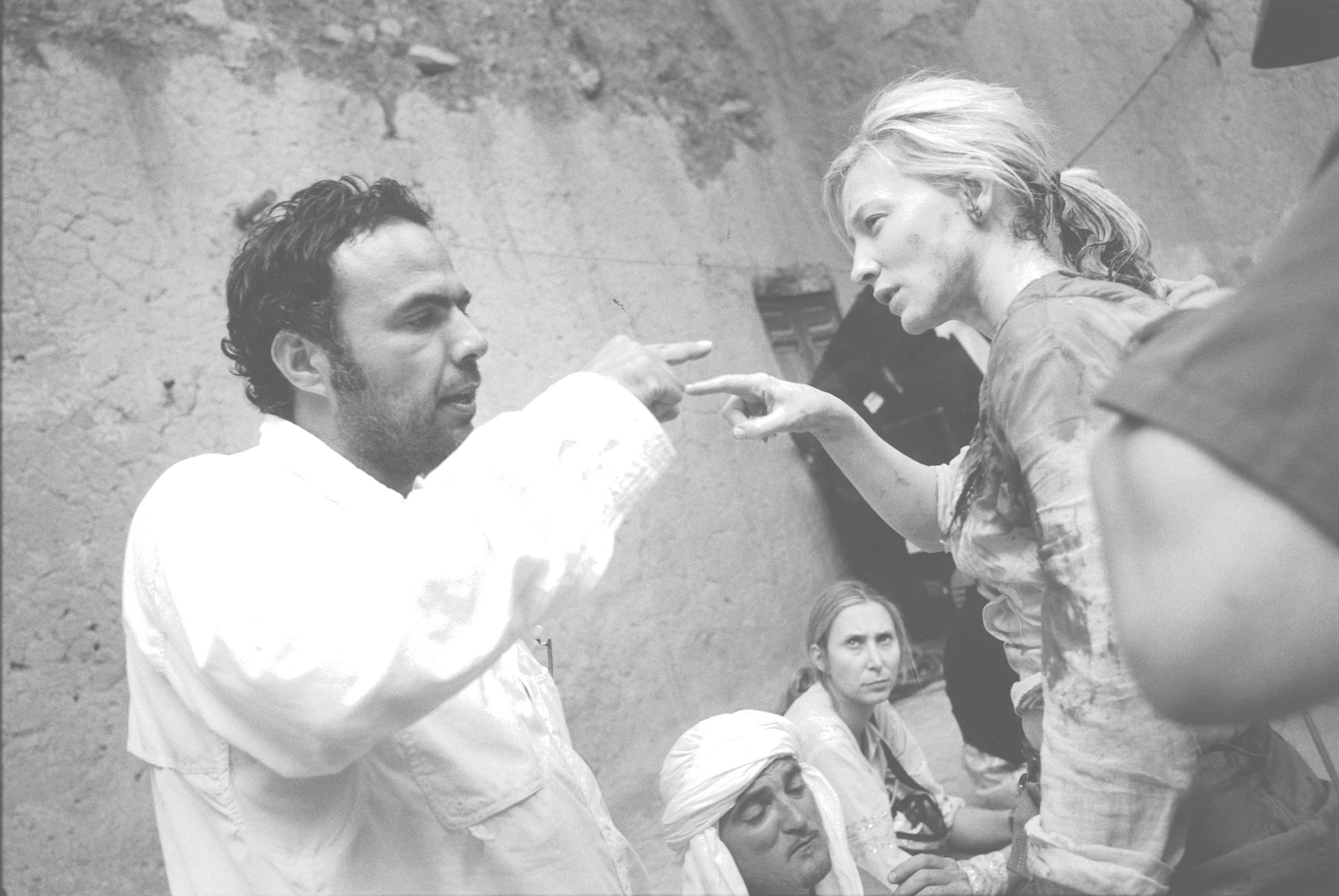
Alejandro G. Iñárritu y Cate Blanchett en el set de Babel.

Babel fue estrenada en octubre de 2006 y recibió 7 nominaciones para la Edición 79 de los Premios de la Academia, incluyendo Mejor Película y Mejor Director. Gustavo Santaolalla, el compositor del filme, recibió el premio de la Academia a la Mejor banda sonora. El 15 de enero de 2007, la cinta ganó el Globo de Oro a la Mejor Película Dramática. González Iñárritu se convirtió en el primer cineasta mexicano nominado al Óscar como Mejor director y al premio del Sindicato de Directores (DGA). Después de su tercera colaboración, González Iñárritu y su compañero de redacción, Guillermo Arriaga, se separaron profesionalmente para centrarse en sus visiones individuales y crecer como cineastas.

### Biutiful
En 2008 y 2009 González Iñárritu escribió, dirigió y produjo Biutiful, protagonizada por Javier Bardem.
El guion fue escrito por Alejandro González Iñárritu, Nicolás Giacobone y Armando Bo Jr estableciendo así su nuevo equipo de colaboradores en la escritura.
La película se presentó en el Festival de Cannes el 17 de mayo de 2011. Javier Bardem ganó el premio del Mejor Actor (compartido con Elio Germano por La nostra vita) en Cannes. Biutiful recibió nuevamente dos nominaciones al Óscar como Mejor Película Extranjera y una nominación al Óscar para Mejor Actuación Masculina.
Biutiful es la segunda película en español, idioma nativo de González Iñárritu, desde su debut, Amores perros. 

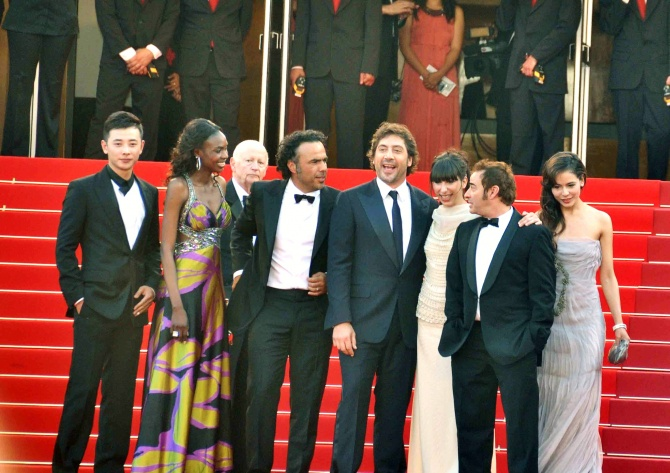
El equipo de Biutiful en el Festival de Cannes.

Por segunda ocasión en su carrera, Alejandro González Iñárritu recibe una nominación al Óscar en la categoría de Mejor Película de Idioma Extranjero y por primera vez un actor en una película en idioma español es nominado al Óscar como Mejor Actor.

### Birdman
Durante la primavera del 2013 González Iñárritu rodó en Nueva York su quinta película titulada Birdman or the unexpected virtue of ignorance.
Birdman fue filmada en la ciudad de Nueva York durante la primavera de 2013 con un presupuesto de 16.5 millones de dólares, financiada conjuntamente por New Regency y Fox Searchlight Pictures. Fue estrenada en agosto de 2014 durante el Festival Internacional de Cine de Venecia. Ha sido aclamada por la crítica, con especial atención a la actuación del elenco y a la fotografía, es considerada una de las mejores películas del 2014, además recibió múltiples premios y nominaciones. Está escrita por él mismo, Nicolás Giacobone, Armando Bo Jr y Alexander Dinelaris. La película está protagonizada por Michael Keaton, Naomi Watts, Edward Norton, Emma Stone, Zach Galifianakis, y Andrea Riseborough. Birdman se estrenó en los Estados Unidos el 17 de octubre de 2014.
Ganó los premios Óscar a Mejor director, Mejor guion original, Mejor fotografía y Mejor película, convirtiéndose en la segunda película dirigida por un mexicano en ganar este último premio, recaudadando más de 98 millones de dólares.
El cineasta mexicano no solo trabajó con un nuevo equipo de colaboradores sino que también exploró un nuevo género, ya que Birdman es su primera exploración en la comedia negra.

### The Revenant
El siguiente año, González Iñárritu dirigió, produjo y escribió el guion junto con Mark L. Smith de The Revenant (El renacido, en español). La película estrenada en diciembre de 2015 está basada en la novela del mismo título de Michael Punke y es protagonizada por Leonardo DiCaprio y Tom Hardy. El rodaje inició en octubre de 2014, finalizando en junio de 2015. En enero de 2016 gana tres Premios Globo de Oro: mejor director, mejor actor (Leonardo DiCaprio) y mejor película dramática. El 14 del mismo mes la película recibe 12 nominaciones al Óscar incluidas las categorías de mejor dirección, mejor película, mejor actor y mejor actor de reparto, consideradas categorías de más peso dentro de los premios de la Academia de Artes y Cinematografía. En la ceremonia de entregas del Óscar, Alejandro González Iñárritu se convirtió en uno de los tres directores que han ganado el premio a mejor director en dos años consecutivos. Hecho que se repite luego de 66 años. En la entrega de los premios Óscar 2016 se llevó nuevamente la anhelada estatuilla como mejor director de esta cinta. Además Iñárritu ganó un DGA Award con The Revenant, haciendo historia como la primera persona en ganar dos DGA's consecutivos. Con esta película Leonardo DiCaprio obtuvo su único Oscar.

### Presidente del Festival de Cannes
En febrero de 2019 se anunció que González Iñárritu presidiría el jurado del Festival de Cannes. Es el segundo hispanoamericano que ocupa la función después del guatemalteco Miguel Ángel Asturias que ya encabezó el jurado en 1970. Fue además el tercer presidente de habla hispana contando a Pedro Almodóvar, que ya ostentó el mismo cargo en la edición del 2017.

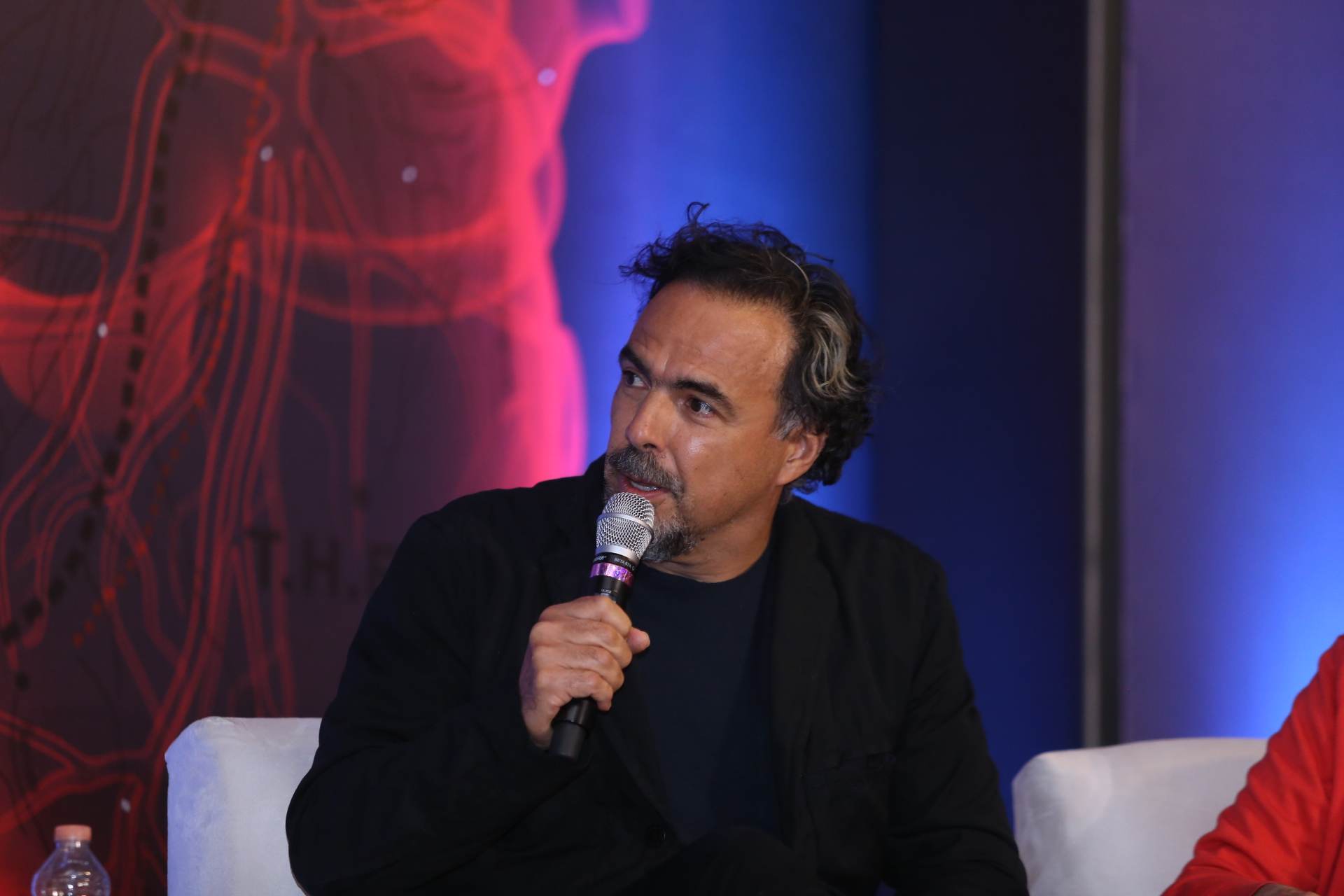
Alejandro González Iñárritu en el Festival de Cannes en 2019.

## Cortometrajes
Desde 2001 a 2011, González Iñárritu ha dirigido siete cortometrajes.
En 2001 el cineasta dirigió un segmento de la película de once minutos y nueve segundos para 11.09.01, que se compone de varios cortometrajes que exploran los efectos de los ataques terroristas del 9/11 desde diferentes puntos de vista de todo el mundo y con la participación de 11 prestigiados directores mundiales.
En 2007 González Iñárritu escribió y dirigió Anna el cual se proyectó en el Festival de Cannes de 2007 en Chacun son cinema. Como parte del aniversario 60.º del festival, Chacun son cinema es una serie de cortometrajes realizados por 33 destacados cineastas de todo el mundo.
En 2012 el cineasta hizo el cortometraje experimental Naran Ja: One Act Orange Dance, inspirado en L.A Dance Project a cargo del coreógrafo francés Benjamin Millepied.
En 2017 estrenó Carne y arena, un corto de realidad virtual que intenta situar a "los espectadores en la dura vida de un migrante". La fotografía del proyecto estuvo a cargo de Emmanuel Lubezki quien colaboró con ILMxLAB y la Fondazione Prada de Italia. El corto se estrenó en el Festival de Cannes 2017 como parte de la selección oficial, siendo el primer proyecto de este tipo en ser presentado en este evento. También se presentó en LACMA, Washington y la Ciudad de México. La instalación se presenta acompañada con una exposición de testimonios de migrantes además de presentar un fragmento del muro fronterizo real.

## Anuncios publicitarios
En 2001 y 2002 González Iñárritu dirigió Powder Keg, un episodio para la serie de cine publicitario BMW The Hire, protagonizada por Clive Owen y la cual obtuvo el premio Cannes Lions del Festival Internacional de la Creatividad Cannes Lions como la mejor campaña publicitaria de ese año.
En 2010 el cineasta dirigió Write the Future, un anuncio de fútbol para Nike antes de la copa mundial de FIFA. Nuevamente Write the Future ganó el premio de Grand Prix en el festival de publicidad Cannes Lions.
En 2012 González Iñárritu dirigió el anuncio Best Job de Procter & Gamble para los Juegos Olímpicos de 2012. Ganó el Emmy al Mejor Anuncio Primetime de los Premios de Creative Arts Emmy y terminó en segundo lugar en el Festival de Cannes.

## Filmografía

### Como director
- Amores perros (2000)
- 21 gramos (2003)
- Babel (2006)
- Biutiful (2010)
- Birdman o (la inesperada virtud de la ignorancia) (2014)
- El renacido (2015)
- Bardo (o falsa crónica de unas cuantas verdades) (2022)[17]
- Judy (2026)

### Como compositor
- Un Macho en la Cárcel de Mujeres (1986)[18]
- Fiera solitaria (1987)[19]
- Un Macho en el Salón de Belleza (1987)[19]
- Garra de tigre (1989)[19]

### Televisión
- Detrás del dinero (1995)

## Premios y nominaciones
Premios Óscar
| Año  | Categoría                                   | Película                                        | Resultado |
| ---- | ------------------------------------------- | ----------------------------------------------- | --------- |
| 2001 | Mejor película extranjera                   | Amores perros                                   | Nominado  |
| 2007 | Mejor película                              | Babel                                           | Nominado  |
| 2007 | Mejor director                              | Babel                                           | Nominado  |
| 2011 | Mejor película extranjera                   | Biutiful                                        | Nominado  |
| 2015 | Mejor película                              | Birdman or (The Unexpected Virtue of Ignorance) | Ganador   |
| 2015 | Mejor director                              | Birdman or (The Unexpected Virtue of Ignorance) | Ganador   |
| 2015 | Mejor guion original                        | Birdman or (The Unexpected Virtue of Ignorance) | Ganador   |
| 2016 | Mejor película                              | The Revenant                                    | Nominado  |
| 2016 | Mejor director                              | The Revenant                                    | Ganador   |
| 2018 | Premio de la Academia por logros especiales | Premio de la Academia por logros especiales     | Ganador   |

Premios Globo de Oro
| Año  | Categoría                          | Película                                        | Resultado |
| ---- | ---------------------------------- | ----------------------------------------------- | --------- |
| 2016 | Mejor película - Drama             | The Revenant                                    | Ganador   |
| 2016 | Mejor director                     | The Revenant                                    | Ganador   |
| 2015 | Mejor película - Comedia o musical | Birdman or (The Unexpected Virtue of Ignorance) | Nominado  |
| 2015 | Mejor director                     | Birdman or (The Unexpected Virtue of Ignorance) | Nominado  |
| 2015 | Mejor guion                        | Birdman or (The Unexpected Virtue of Ignorance) | Ganador   |
| 2010 | Mejor película extranjera          | Biutiful                                        | Nominado  |
| 2006 | Mejor película - Drama             | Babel                                           | Ganador   |
| 2006 | Mejor director                     | Babel                                           | Nominado  |

Premios BAFTA
| Año  | Categoría                          | Película                                        | Resultado |
| ---- | ---------------------------------- | ----------------------------------------------- | --------- |
| 2016 | Mejor película                     | The Revenant                                    | Ganador   |
| 2016 | Mejor director                     | The Revenant                                    | Ganador   |
| 2015 | Mejor película                     | Birdman or (The Unexpected Virtue of Ignorance) | Nominado  |
| 2015 | Mejor director                     | Birdman or (The Unexpected Virtue of Ignorance) | Nominado  |
| 2015 | Mejor guion original               | Birdman or (The Unexpected Virtue of Ignorance) | Nominado  |
| 2010 | Mejor película de habla no inglesa | Biutiful                                        | Nominado  |
| 2006 | Mejor película                     | Babel                                           | Nominado  |
| 2006 | Mejor director                     | Babel                                           | Ganador   |
| 2001 | Mejor película de habla no inglesa | Amores perros                                   | Ganador   |

Festival Internacional de Cine de Cannes
| Año  | Categoría                   | Película | Resultado |
| ---- | --------------------------- | -------- | --------- |
| 2006 | Mejor dirección             | Babel    | Ganador   |
| 2006 | Premio del Jurado Ecuménico | Babel    | Ganador   |

Festival Internacional de Cine de Venecia
| Año  | Categoría     | Película              | Resultado |
| ---- | ------------- | --------------------- | --------- |
| 2002 | Premio UNESCO | 11'09"01 September 11 | Ganador   |

Festival Internacional de Cine de Tokio
| Año  | Categoría               | Película      | Resultado |
| ---- | ----------------------- | ------------- | --------- |
| 2000 | Tokyo Sakura Grand Prix | Amores Perros | Ganador   |

## Familia
Su hermano, Héctor González Iñárritu, es directivo del futbol mexicano. En 2022, fungirá como presidente operativo del Club América, equipo donde fue directivo de 1999 al 2004. Fue también vicepresidente de los Tigres de Nuevo León (2008-2010), director de Selecciones Nacionales (2010-2015) y presidente de la Comisión de Árbitros (2015-2017).